# Ambasciatore del Regno Unito in Germania
L'ambasciatore del Regno Unito in Germania è il primo rappresentante diplomatico del Regno Unito in Germania. Il titolo ufficiale è l'ambasciatore di Sua Maestà Britannica nella Repubblica federale di Germania.

## Confederazione germanica

### Inviato Straordinario e Plenipotenziario Ministro
- 1817-1824: Frederick Lamb, III visconte Melbourne
- 1824-1827: Frederick Cathcart[1][2]
  - 1826-1828: John Ralph Milbanke[2]
- 1828-1829: Henry Addington[3]
- 1829-1830: George Chad[4]
- 1830-1838: Thomas Cartwright[5]
- 1838: Henry Fox, IV barone Holland[6]
- 1838-1839: Ralph Abercromby[7]
- 1840-1848: William Fox-Strangways, IV conte di Ilchester[2][8]
- 1848-1852: Henry Wellesley, I conte Cowley[9] Special Mission 1849-1851[2]
- 1852-1866: Sir Alexander Malet, II baronetto[10]

## Confederazione germanica del Nord
- 1868-1871: Lord Augustus Loftus[11]

## Impero tedesco

### Ambasciatori straordinari e plenipotenziari
- 1871-1884: Odo Russell, I Barone Ampthill[12]
- 1884-1895: Sir Edward Malet[13]
- 1895-1908: Sir Frank Lascelles[14]
- 1908-1914: Sir Edward Goschen[15]

## Repubblica di Weimar

### Capi della missione militare a Berlino
- 1919: Gordon Macready
- 1919-1920: Neill Malcolm

### Ambasciatori straordinari e plenipotenziari
- 1920: Victor Hay, XI conte di Erroll
- 1920-1926: Lord D'Abernon
- 1926-1928: Sir Ronald Lindsay
- 1928-1933: Sir Horace Rumbold

## Terzo Reich

### Ambasciatori straordinari e plenipotenziari
- 1933-1937: Sir Eric Phipps
- 1937-1939: Sir Neville Meyrick Henderson

## Germania Ovest

### Alto Commissario presso Alto Commissariato Alleato
- 1949-1950: Brian Robertson, I barone Robertson
- 1950-1953: Sir Ivone Kirkpatrick
- 1953-1955: Frederick Millar, I barone Inchyra

### Ambasciatori straordinari e plenipotenziari
- 1955-1957: Frederick Millar, I barone Inchyra
- 1957-1962: Sir Christopher Steel
- 1962-1968: Sir Frank Roberts
- 1968-1972: Sir Roger Jackling
- 1972-1975: Sir Nicholas Henderson
- 1975-1981: Sir Oliver Wright
- 1981-1984: Sir Jock Taylor
- 1984-1988: Sir Julian Bullard
- 1988-1990: Sir Christopher Mallaby

## Germania

### Ambasciatori straordinari e plenipotenziari
- 1990-1993: Sir Christopher Mallaby
- 1993-1997: Sir Nigel Broomfield
- 1997: Christopher Meyer
- 1997-2003: Sir Paul Lever
- 2003-2007: Sir Peter Torry
- 2007-2010: Sir Michael Arthur
- 2010-2015: Sir Simon McDonald
- 2015-attualmente: Sir Simon Wood